# De 5 Stjerner
De 5 Stjerner A/S er en dansk rengøringskoncern med hovedkvarter i Hvidovre. De er specialiseret i erhvervsrengøring og hotelrengøring. I 2024 havde de ca. 1.100 ansatte. 
De 5 Stjerner blev etableret i 2000 og er ejet af John Weiste Christensen.